# Audi 5000
Der Audi 5000 war die speziell auf Erfordernisse des nordamerikanischen Marktes zugeschnittene Version des Audi 100 C2 und Audi 200 C2 (1976–1982) sowie des Nachfolgers Audi 100 C3 (1982–1990).

## Audi 5000 C2 (Typ 43)

### Allgemeines
Der Typ 43 wurde im August 1977 auf dem US-Markt als 5000 lanciert, und zwar im Gegensatz zu anderen Märkten ausschließlich mit den neuentwickelten Fünfzylindermotoren. Daher rührte auch die damals neue Typenbezeichnung 5000, die sich in ihrer Erscheinung an die Audi-Ringe anlehnte und auf die Zylinderzahl verwies. Das Modell ersetzte den Audi 100 C1.
Durch lokale Gesetzesvorgaben bedingt, wurde der C2 an den US-Markt entsprechend angepasst: Dies betraf sowohl die Emissions- als auch Sicherheitsgesetzgebung. Der Fünfzylinder war für die USA niedriger verdichtet und konnte somit auch mit weniger guter Kraftstoffqualität betrieben werden. Dadurch mussten jedoch Leistungseinbußen in Kauf genommen werden, gegenüber der ECE-Version war der Motor auf 80 kW (108 PS) gedrosselt. Der Einspritzmotor mit K-Jetronic war bereits mit Katalysator ausgerüstet und durch veränderte Abstimmung liegt im unteren Drehzahlbereich deutlich mehr Drehmoment an. Ein Tempomat rundet das Paket ab, um dem US-Fahrverhalten (bei vergleichsweise niedriger und gleichbleibender Reisegeschwindigkeit über weite Distanzen) Rechnung zu tragen.
Die Stoßfänger mussten nach US-Vorgabe einen Aufprall bis zu 5 mph unbeschadet überstehen und sind daher mit Deformations-Elementen versehen, dazu auch deutlich stärker dimensioniert. Seitenmarkierungsleuchten (Amber-lights) in Orange anstelle der Blinkleuchte sowie seitlich im Heck, waren zusammen mit den runden Sealed-Beam-Scheinwerfer für den US-Markt vorgeschrieben. Anstelle der in Europa üblichen Dreipunktgurte waren im Fond jeweils Beckengurte eingebaut. Die Farbpalette war weniger grell als in Europa und die Ausstattung des 5000 aus dem Modelljahr 1978 entsprach in etwa der europäischen GL-Version, die für damalige US-Verhältnisse einfach ausgestattet war. Audi bot den 5000 auch nie als Kombi (Avant) oder Zweitürer an.
Zum Modelljahr 1979 gab es den höherwertigen Audi 5000 S mit komfortbetonter Ausstattung, unter anderem war eine Klimaanlage serienmäßig und es stand eine Lederausstattung zur Wahl. Schnell manifestierte sich die „S“-Version als populärste Ausstattungsvariante, die in Folge rund 90 % des Absatzes einnahm. Kurze Zeit später war dann ab Anfang 1979 auch der Fünfzylinder-Dieselmotor in den USA verfügbar, Ende der 70er Jahre waren Dieselmotoren in PKWs in den USA kurzzeitig populär. Er war in beiden Ausstattungsversionen (Audi 5000 Diesel und 5000 S Diesel) lieferbar, konnte allerdings nicht in Kalifornien bestellt werden, da mit ihm die dortigen Abgasvorschriften nicht eingehalten wurden.

### Facelift
Zum Modelljahr 1980 wurde der C2 leicht überarbeitet: er bekam größere Heckleuchten, die nun die seitlichen Positionslichter in sich aufnahmen. Die Doppelscheinwerfer waren eckig, sie entsprachen etwa denen des europäischen Audi 200. Die Instrumente wurden denen des Porsche 928 angeglichen. Die Armaturentafel und Türverkleidungen wurden verändert, mit besseren Materialien und Stoffen. Die wuchtigen Stoßfänger wurden um die Fahrzeugecken herumgezogen. Zusätzlich wurde eine Turbo-Version „5000 S Turbo“ angeboten, sie war im USA-Modell auf 98 kW (133 PS) gedrosselt und nur mit Automatikgetriebe lieferbar. Zum Modelljahr 1982 wurde ein Turbo-Diesel im Programm aufgenommen.
Der Audi 5000 war in den USA zunächst recht erfolgreich und wurde in einer Stückzahl von 133.512 Exemplaren verkauft. Die Fahrzeuge wurden über den gemeinsamen Vertriebskanal Porsche + Audi vermarktet.

### Modelljahre
Da der Modellwechsel zum C3 im US-Markt erst für das Modelljahr 1984 vorgesehen war, wurden vom Audi 5000 C2 im August bis September 1982 kurz vor Umstellung auf den C3 noch sämtliche Fahrzeuge für das nächste US-Modelljahr gefertigt. Deren FIN weist sie als ein 1983er Modelljahr aus (Kennbuchstabe "D"). Das gesamte 1983er Modelljahr des C2 wurde damit für den US-Markt vorproduziert. Die parallele Fertigung beider Modellreihen (wie noch beim Vorgänger) wollte man aus logistischen Gründen vermeiden.
| Modelljahr | von    | bis    | FIN |
| ---------- | ------ | ------ | --- |
| 1978       | Aug 77 | Jul 78 | 8   |
| 1979       | Aug 78 | Jul 79 | 9   |
| 1980       | Aug 79 | Jul 80 | A   |
| 1981       | Aug 80 | Jul 81 | B   |
| 1982       | Aug 81 | Jul 82 | C   |
| 1983       | Aug 82 | Sep 82 | D   |

### Modellvarianten
| Typ                                      | Audi 5000 Fuel Injection                | Audi 5000 Turbo                         | Audi 5000 Diesel         | Audi 5000 Turbo Diesel                      |
| ---------------------------------------- | --------------------------------------- | --------------------------------------- | ------------------------ | ------------------------------------------- |
| Motorkennbuchstabe                       | WD (Kalifornien: WE)                    | WK                                      | CN                       | DE                                          |
| Hubraum                                  | 2144 cm³                                | 2144 cm³                                | 1986 cm³                 | 1986 cm³                                    |
| Zylinder                                 | 5                                       | 5                                       | 5                        | 5                                           |
| Nennleistung                             | 108 PS (79,4 kW)                        | 133 PS (97,8 kW)                        | 70 PS (51,5 kW)          | 87 PS (64 kW)                               |
| Gemischaufbereitung                      | Bosch K-Jetronic                        | Bosch K-Jetronic mit Turboaufladung     | Verteiler-Einspritzpumpe | Verteiler-Einspritzpumpe mit Turboaufladung |
| Abmessungen (L × B × H)                  | 4813 × 1768 × 1390 mm                   | 4813 × 1768 × 1390 mm                   | 4813 × 1768 × 1390 mm    | 4813 × 1768 × 1390 mm                       |
| Bereifung                                | 185/70SR14                              | 205/60HR15                              | 185/70SR14               | 185/70SR14                                  |
| Leergewicht                              | 1210 kg                                 | 1260 kg                                 | 1150 kg                  | 1150 kg                                     |
| Höchstgeschwindigkeit (Automatikversion) | 103 mph (166 km/h) (100 mph (161 km/h)) | 109 mph (175 km/h) (105 mph (169 km/h)) | 103 mph (166 km/h) ( - ) | ?                                           |
| Baujahre                                 | 1977–1982                               | 1980–1982                               | 1978–1982                | 1981–1982                                   |
| Stückzahl                                | 160.650                                 | 160.650                                 | 160.650                  | 160.650                                     |

## Audi 5000 C3 (Typ 44)

### Allgemeines
Die zweite Generation des Audi 5000, die 1983 auf dem US-Markt eingeführt wurde, basierte auf der dritten Generation des Audi 100, einem Modell, das sich durch sein innovatives und aerodynamisches Design auszeichnete, im Vergleich zu den eher kantigen und konventionellen Linien der damals in den USA üblichen Autos. Dieser bahnbrechende Stil beeinflusste das spätere Design vieler amerikanischer Autohersteller, die sich an diese neue Ästhetik anpassten.
Im Sommer 1983 wurde in den USA der C3 (Typ 44) offiziell eingeführt. Er hatte eine der strömungsgünstigsten Karosserien jener Zeit und ab Modelljahr 1986 war sie vollverzinkt. Auch er trug wuchtige Stoßfänger und erhielt eckige Doppelscheinwerfer, die ab Anfang 1986 jedoch aufgegeben wurden. Das neue Modell wurde auf Anhieb ein großer Verkaufserfolg.
Das Modellangebot des Audi 5000 umfasste bei seiner Einführung zwei Benzinmotoren: einen 2,1-Liter-Saugmotor mit 136 PS und einen 2,2-Liter-Turbomotor mit 158 PS. Dieselversionen wurden auf dem US-Markt nicht mehr angeboten. Die Basismotorisierung mit dem 2,1-Liter-Motor war auch als Kombi-Version erhältlich, die in den USA als Audi 5000 Wagon bekannt war, während sie in Europa als Audi 100 Avant bezeichnet wurde.
1985 wurde eine Version mit Allradantrieb auf Basis des europäischen Audi 200 eingeführt, der Audi 5000 turbo quattro, die ab dem darauffolgenden Jahr auch als Kombi angeboten wurde. 1986 erfuhr die Basismotorisierung eine Hubraumerhöhung von 2,1 auf 2,2 Liter, wobei der Leistungszuwachs minimal war (nur 1 PS mehr).

### Klagewelle wegen manipuliertem Medienbericht auf CBS
Ein unrühmliches Kapitel war Mitte der 1980er Jahre eine Klagewelle von Audi-5000-Kunden mit Automatikgetriebe. Sie wurde durch einen Bericht in der Sendung 60 Minutes auf CBS ausgelöst. Am 23. November 1986 strahlte 60 Minutes einen Bericht über den Audi 5000 aus. Die Geschichte schilderte eine Reihe von Vorfällen, bei denen sich ein geparktes Fahrzeug von selbst in Bewegung gesetzt haben soll („unintended acceleration“), wobei es zu Todesfällen gekommen war. Da es 60 Minutes nicht möglich war, das Phänomen zu reproduzieren, beauftragten sie die Manipulation des Antriebes, nach der sich der Wagen dann entsprechend verhielt. Der Bericht hatte verheerende Auswirkungen auf die Absatzzahlen von Audi in den Vereinigten Staaten, die sich über 15 Jahre nicht wieder davon erholten.
Die ursprünglichen Vorfälle wurden von der National Highway Traffic Safety Administration und der Transport Canada berichtet. Der angebliche Konstruktionsfehler stellte sich schließlich als Bedienfehler heraus, einige unbedarfte Kunden hatten Gas- und Bremspedal verwechselt. CBS sendete daraufhin einen (teilweisen) Widerruf, ohne dabei auf diese Untersuchungsergebnisse der Behörden einzugehen. Dem Audi 5000 eilte nun der Ruf eines unsicheren Fahrzeugs voraus, mitunter wurden Parkhäuser für diesen Typ gesperrt.
Im amerikanischen Hip-Hop hat sich vor diesem Hintergrund sogar der Begriff „I’m Audi 5000“ oder „I’m 5000!“ (Ice Cube, Eminem) etabliert, das bedeutet in etwa „sich flink wegbewegen“.
Audi sah sich zum Modelljahr 1989 sogar genötigt, die europäische Nomenklatur Audi 100 und Audi 200 anstelle der Bezeichnung „5000“ zu verwenden. Dieses Modell erhielt ein neues Armaturenbrett und Türgriffe. Um auf dem wichtigen US-Markt weiter zu bestehen, stieg Audi mit dem Audi 200 TransAM und dem Audi 90 quattro IMSA GTO ins US-Renngeschäft ein. Es sollte schließlich 16 Jahre dauern, bis Audi in den USA wieder die früheren Stückzahlen erreichte.
1991 wurde die C3-Modellreihe in Nordamerika durch das Nachfolgemodell Audi 100 C4 abgelöst.

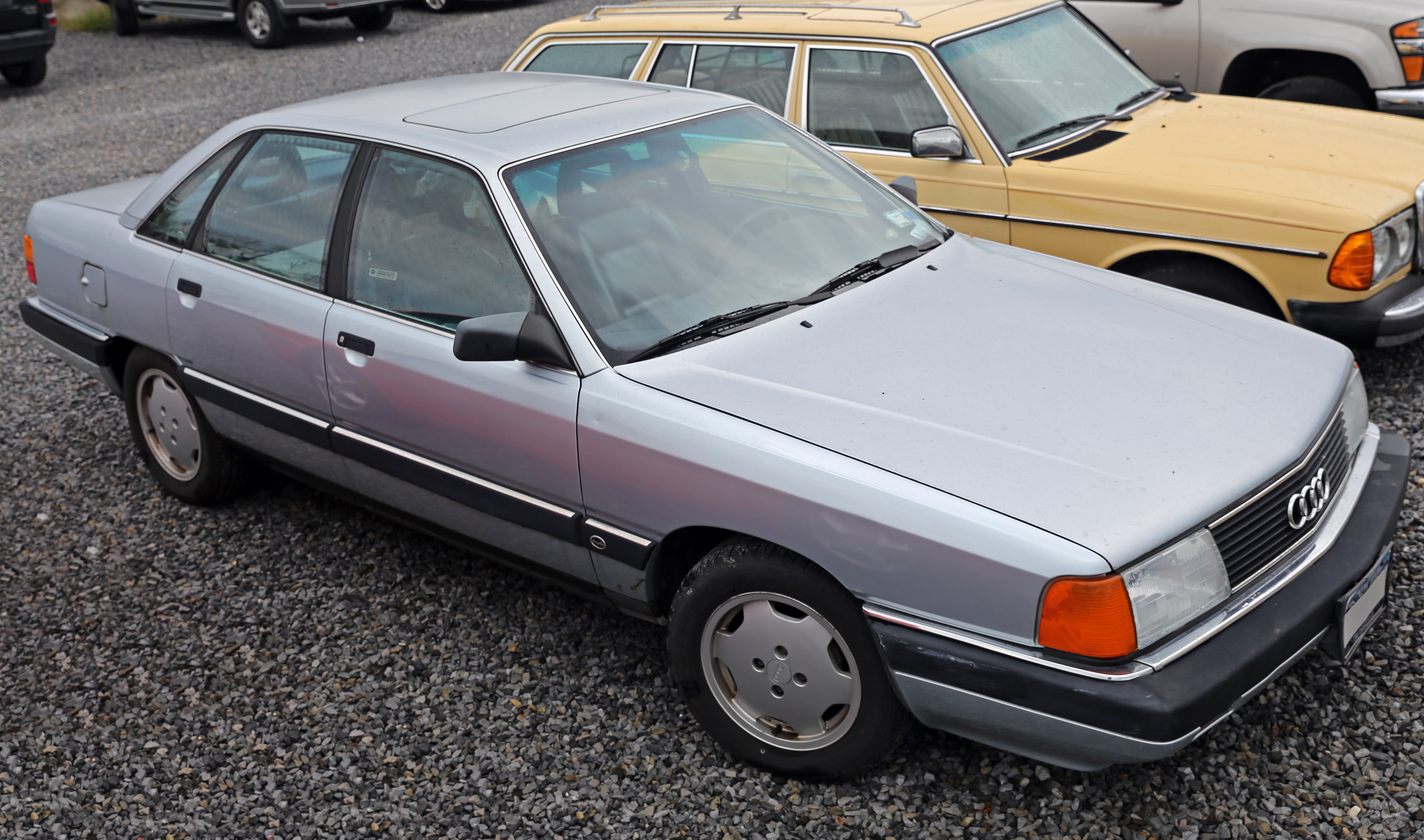
Audi 100 (1990)
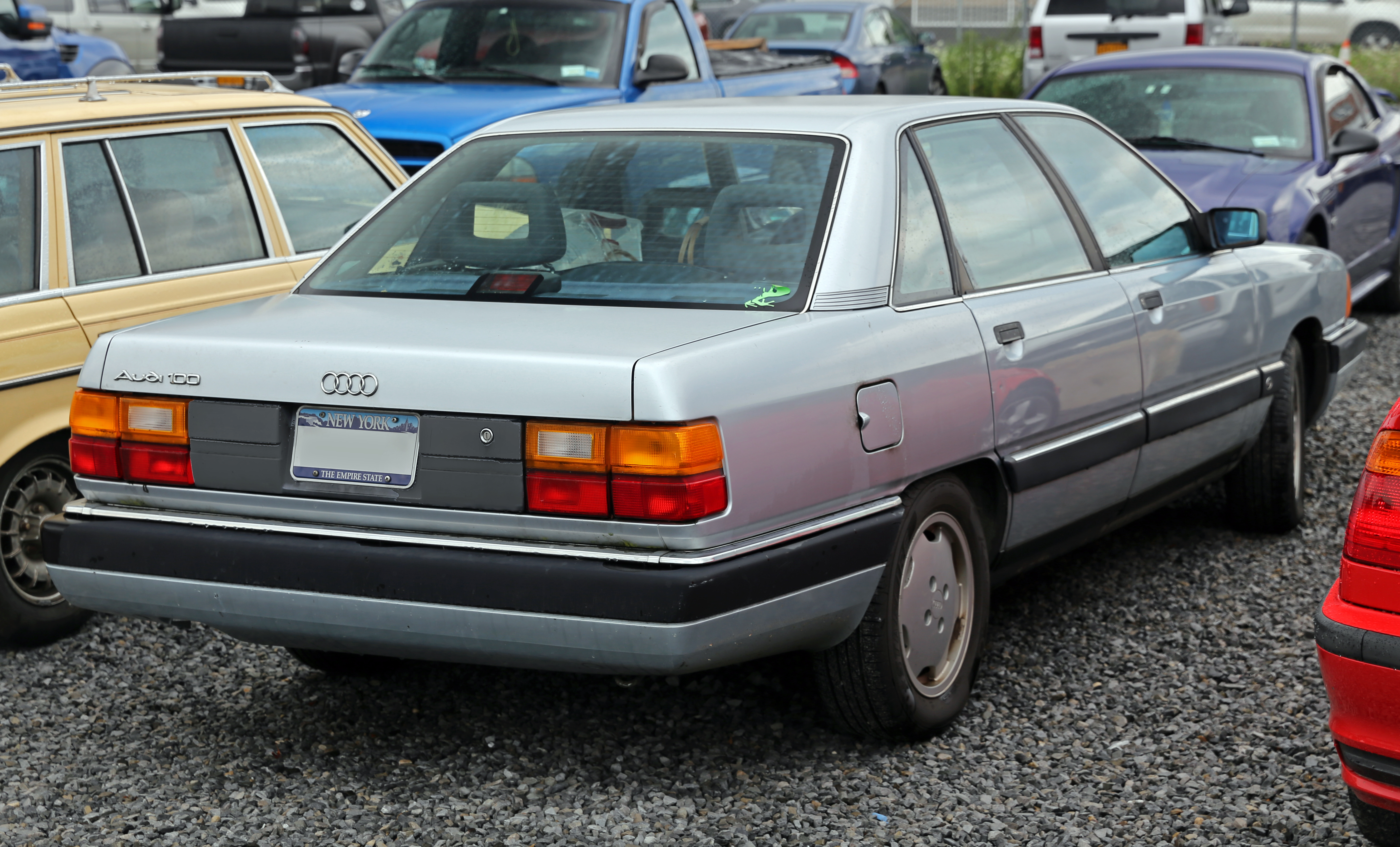
Audi 100 Heckansicht
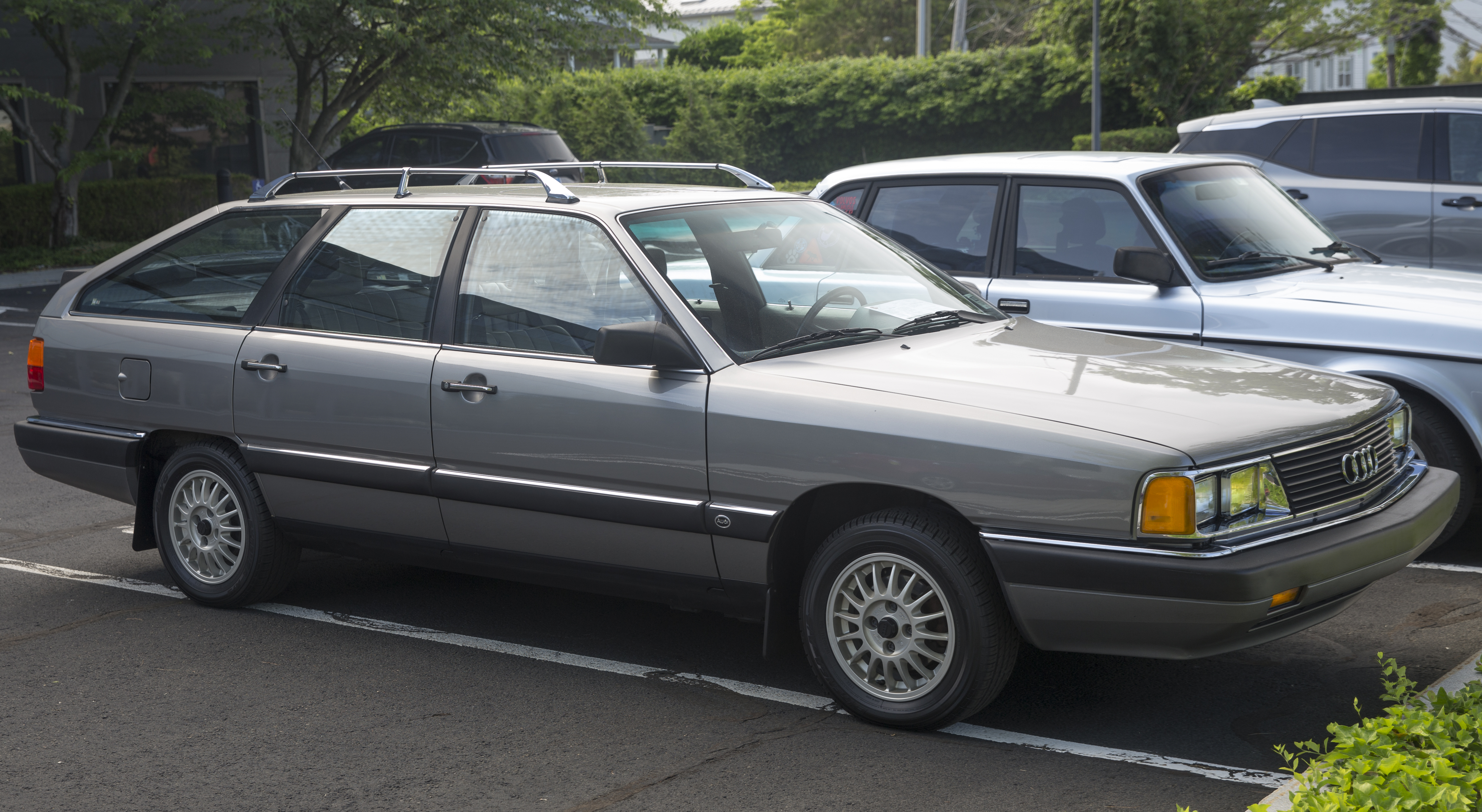
Audi 5000 Avant
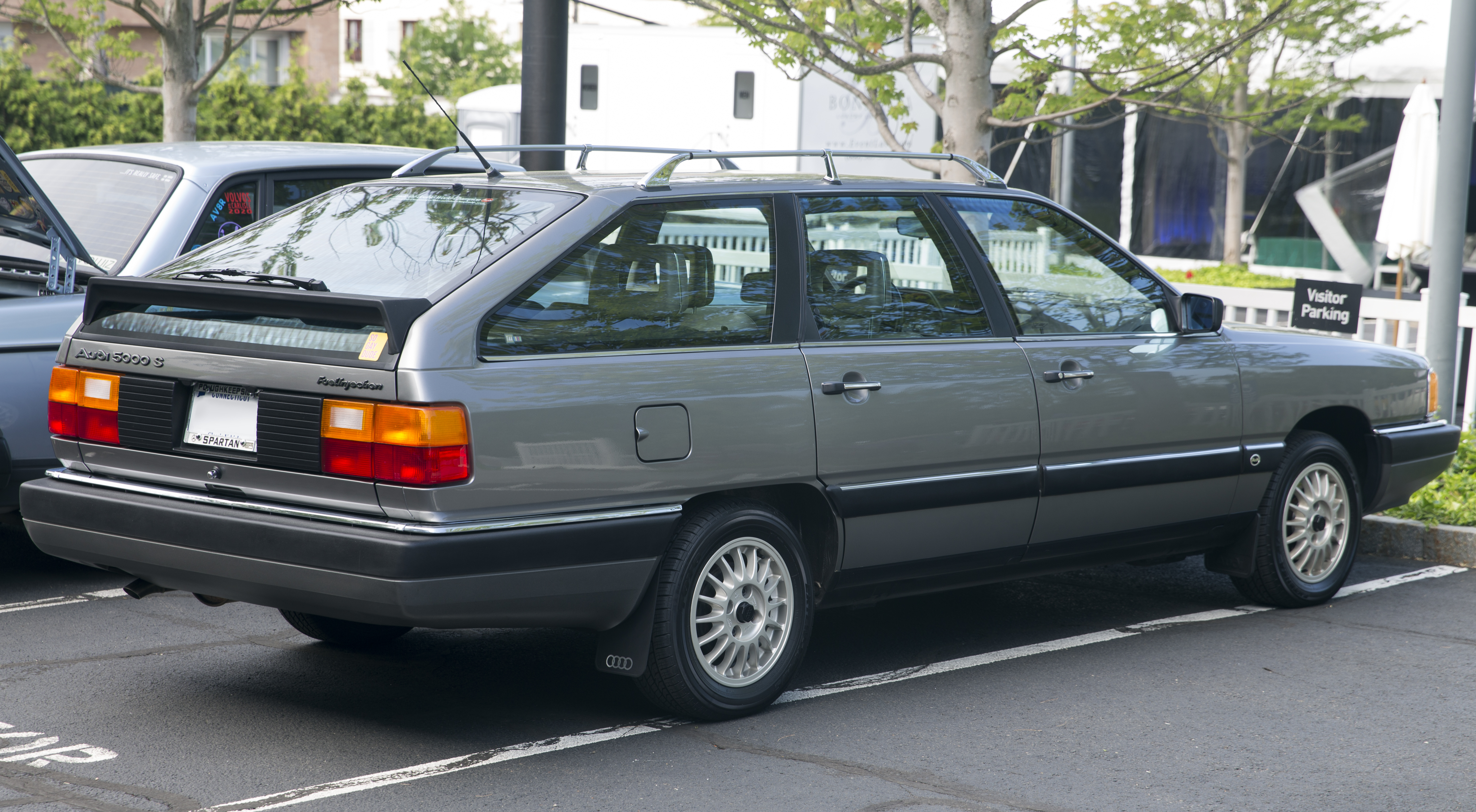
Audi 5000 Avant
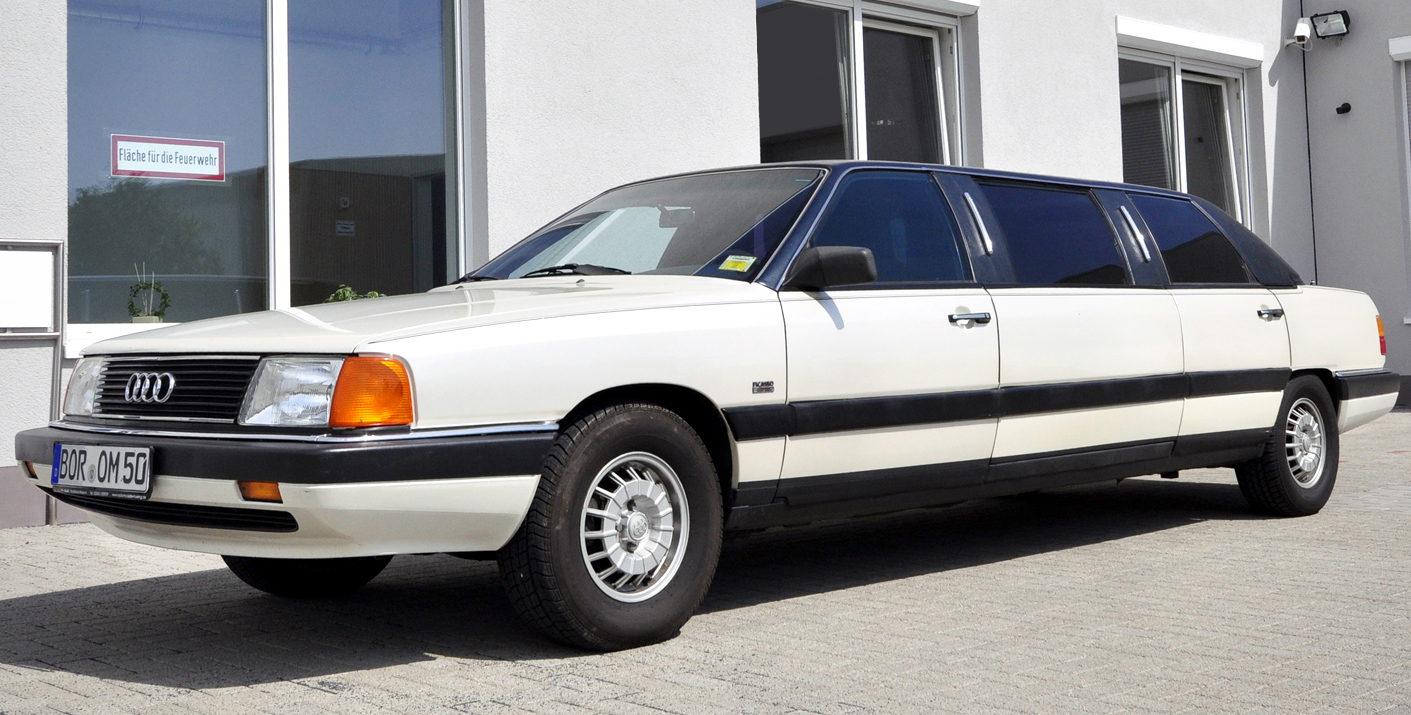
Einzelstück durch ein US-amerikanisches Karosseriebauunternehmen gefertigt

### Trivia
1982 war ein Audi 5000 S in dem Film E. T. – Der Außerirdische sowie in der Fernsehserie Magnum zu sehen.
1986 war ein Audi 5000 C3 in dem Film Ferris macht blau zu sehen. Im Musikvideo von Laura Branigan Hit Self Control von 1984 war ebenfalls ein Audi 5000 C3 zu sehen